# Thomisus purpuratus
Thomisus purpuratus är en spindelart som beskrevs av Charles Athanase Walckenaer 1837. Thomisus purpuratus ingår i släktet Thomisus och familjen krabbspindlar. Inga underarter finns listade i Catalogue of Life.